# Limbo (Computerspiel)

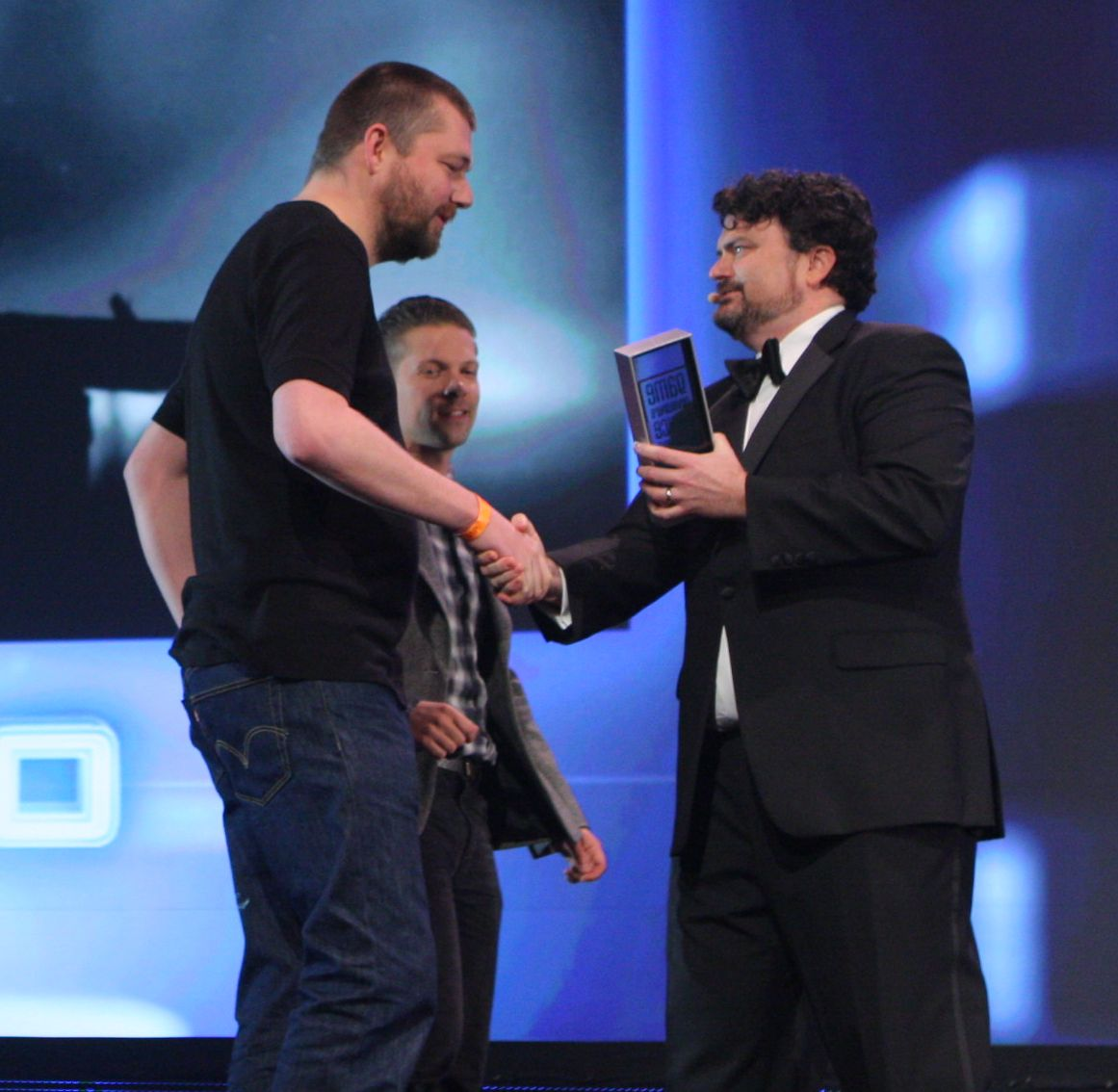
Arnt Jensen von PlayDead (links) und Graphiker Morten Bramsen (hinten) erhalten den „Best Visual Art“ Award für Limbo von Tim Schafer bei den 2011 Game Developers Choice Awards

Limbo ist ein 2D-Side-Scroller-Computerspiel des dänischen Independent-Entwicklerstudios Playdead, das am 21. Juli 2010 erschienen ist und zunächst nur über die Online-Distributionsplattform Xbox Live Arcade als Download erhältlich war. Release der PlayStation-3-Version war am 20. Juli 2011 in Europa, die Windows-Version folgte am 2. August. Am 15. März 2012 erschien im deutschsprachigen Raum über den Publisher Headup Games eine Collector’s Edition auf CD-ROM. Im Juni 2012 wurde Limbo Teil des Humble Indie Bundle V mit einer auch auf Linux spielbaren Version. Seitdem wurde das Spiel auf weiteren Plattformen, darunter iOS und Android, veröffentlicht. Verglichen mit anderen Xbox-Live-Arcade-Spielen konnte sich Limbo außerordentlich gut verkaufen und gewann mehrere Branchenpreise. Die gesamte Spielumgebung wird unbunt dargestellt, jedes Element trägt einen Graustufenton. Die düstere Umgebung, bedrückende Geräuschkulisse und die sparsame Musikuntermalung bewirken eine gruselige Atmosphäre. Die Optik des Spiels erinnert dabei stark an die Trickfilme von Lotte Reiniger. Im Juni 2016 veröffentlichte Playdead mit Inside einen indirekten Nachfolger.

## Spielprinzip und Handlung
Ein namenloser Junge wacht in einem Wald auf und macht sich von dort aus auf die Suche nach seiner Schwester. Während des Spieles begegnet der Junge nur vereinzelt anderen Menschen und Tieren, die ihn entweder angreifen, vor ihm fliehen oder bereits tot sind.
Es gibt keine Vorgeschichte und keinen Plot. Die Spielbeschreibung der Entwickler lautet: „Uncertain of his sister's fate, a boy enters Limbo“ („Des Schicksals seiner Schwester ungewiss, betritt ein Junge den Limbus“). Das Ende des Spiels ist offen und lässt Raum für Interpretationen.
Um innerhalb der Spielwelt voranzuschreiten, muss der Akteur Rätsel lösen und plötzlich auftretenden Gefahren, etwa einer riesigen Spinne, entgehen. Auch Probleme, die auf physikalischen Ereignissen wie Elektrizität, Gravitation oder Magnetismus beruhen, die mit Hilfe einer eigens entwickelten Physik-Engine erstellt wurden, sind Teil der Rätsel.
Tappt der Namenlose in eine Falle, so stirbt er. In der zumeist grausamen Sterbeanimation wird er als bloße Silhouette dargestellt. Der Spieler wird nun zu einem Punkt kurz vor dem Tod zurückversetzt. Die Entwickler des Videospiels platzierten einige Fallen bewusst so versteckt, dass der Spieler erst nach einigen Versuchen die Falle umgehen kann.

## Entwicklung
Im Jahr 2004 erdachte Arnt Jensen, heute Direktor der Playdead Studios, bereits das visuelle Konzept für das Spiel, das er mit Hilfe einiger Skizzen festhielt. Dabei orientierte er sich am deutschen Expressionismus sowie dem Stil des Film noir. Nach Jensens Konzept durfte der Protagonist des Spieles neben der Bewegung nur zwei zusätzliche Aktionen beherrschen: Gegenstände bewegen und Springen. Mit Visual Basic versuchte Jensen, seine Idee umzusetzen, merkte jedoch schon bald, dass er auf professionelle Hilfe angewiesen war. Weil er zu der von ihm ausgerufenen Stellenbeschreibung ein Video über seine Entwürfe beifügte, fand Jensens Konzept viel Anklang in der Internetgemeinde. Bei dieser Aktion lernte Jensen den Entwickler Dino Patti kennen, mit dem er dann die Firma Playdead Studios gründete.
Während der Zusammenarbeit stellte das Duo fest, dass noch mehr Entwickler dem Team beitreten müssen. Dieses Vorhaben konnten Jensen und Patti verwirklichen, da sie neben ihren eigenen Ersparnissen auch dänische Fördermittel zur Finanzierung erhielten. Das Entwicklerteam bestand je nach Zeitpunkt aus acht bis 16 Mitgliedern. Dabei ignorierte das Team rund um Arnt Jensen die Ratschläge der Investoren und verwarfen daher den Wunsch, Limbo als Multiplayer-Spiel zu gestalten. Weil etwa 70 Prozent der vom Team erdachten Spielideen nicht in das Spielkonzept passten, wurden diese wieder verworfen.
Laut Jensens Konzept sollte der Spieler die Spielmechanik auf eigene Faust kennenlernen. Wenn Testpersonen beispielsweise der Meinung waren, dass man nur schwer auf die Idee komme, ein abgestelltes Boot aus dem Wasser zu ziehen, um es als Plattform zu benutzen, so entwarfen die Entwickler ein Rätsel, um dem Spieler schon vorher die Bewegungsmechanik zu demonstrieren.

## Rezeption
Insgesamt kam Limbo bei Kritikern positiv an, auch die einfache Steuerung stieß auf gutes Feedback. Für Missmut sorgte bei einigen Kritikern die Tatsache, dass Limbo zu viele Punkte bietet, zu denen der Spieler im Falle eines Todes zurückspringt (Respawn-point). Kritische Stimmen monierten außerdem die relativ kurze Spielzeit für einen umgerechneten Preis von etwa 15 Euro, wobei einige Magazine auch von einer idealen Spieldauer sprachen, wie beispielsweise Tom Hoggins im Daily Telegraph. Das Multimedia-Netzwerk IGN bezeichnete Limbo im September 2010 als drittbestes Spiel für Xbox Live Arcade.
Der Metascore von Limbo beträgt 90 (Xbox 360/PS3), 88 (PC), 89 (Vita/iOS), 85 (Xbox One) und 83 (Switch) von 100 möglichen Punkten.
Critify berechnet für das Spiel die Durchschnittswertungen 92 % (Xbox 360/PS3) und 87 % (PC).
Im ersten Monat nach der Veröffentlichung im Juni 2010 konnte das Spiel über 300.000 Mal verkauft werden.
Auszeichnungen
Beim Independent Games Festival gewann Limbo 2010 in den Kategorien Innovative Grafik und Technische Perfektion.
Limbo wurde bei den Spike Video Game Awards 2010 zum besten Independent-Spiel gekürt.
Das Spiel erhielt 2011 den Preis für die Visuelle Gestaltung bei den Game Developers Choice Awards und war in vier weiteren Kategorien, darunter Spiel des Jahres und Gamedesign, nominiert.
Bei den DICE Awards wurde Limbo im selben Jahr in den Kategorien Bestes Adventure und Bestes Sounddesign ausgezeichnet und war für Innovation und Gamedesign nominiert.
Für die Animationen gewann das Spiel 2011 einen Annie Award.
Bei den British Academy Video Games Awards war es 2011 in vier Kategorien nominiert, konnte jedoch nicht gewinnen.
Die Mac-Version von Limbo erhielt 2012 den Apple Design Award.